# Carsten Marell
Carsten Marell (* 8. September 1970 in Herten) ist ein ehemaliger deutscher Fußballspieler.

## Sportliche Laufbahn
Marell spielte in seiner Jugend beim SV Vestia 1912/27 aus Herten-Disteln und den Sportfreunden 1932 Herten sowie beim FC Schalke 04, für den er dann im Männerbereich in der 2. Bundesliga am 13. August 1988 sein Profidebüt gab. Sein erstes Tor im Ligabetrieb des bezahlten Fußballs gelang dem Mittelfeldspieler am 13. Spieltag der Saison 1988/1989 gegen die SpVgg Bayreuth. Insgesamt 17 Profieinsätze absolvierte er noch als Teenager für die Knappen.
Zur Saison 1989/1990 wechselte das 19-jährige Talent in die Bundesliga zu Borussia Mönchengladbach, konnte sich bei den Fohlen allerdings in der 1. Mannschaft nicht durchsetzen. In seinem ersten Jahr wurde er in keinem Punktspiel aufgeboten. In der Saison 1990/91 reichte es zu zwei Kurzeinsätzen.
Marell wechselte daraufhin im Sommer 1991 zurück in die 2. Liga zum SV Meppen und bestritt dort in den folgenden sieben Spielzeiten insgesamt 211 Zweitligapartien (acht Tore). Nach dem Zweitligaabstieg der Emsländer in der Saison 1997/98 wechselte Marell zu den Stuttgarter Kickers und verblieb dadurch in der 2. Bundesliga. Drei Jahre spielte er bei den Blauen aus Degerloch und kam dabei zu insgesamt 81 Ligaspielen (ein Treffer). Mit dem Abstieg in der Saison 2000/01 endete sein Engagement bei den Stuttgartern. Marell blieb dann ein Jahr lang ohne Vertrag im Profigeschäft und lief für den TV aus Echterdingen auf. 
Zur Saison 2002/03 kehrte er nochmals in die 2. Liga zurück und verstärkte den damaligen Aufsteiger Eintracht Trier. Nach zwei Spielzeiten, in denen Trier mit dem Abstieg nichts zu tun hatte, stieg er 2004/05 das 3. Mal mit einem Verein aus der 2. Liga ab. Erst am letzten Spieltag rutschte Trier noch auf einen Abstiegsplatz ab. Marello bestritt sein 380. und gleichzeitig letztes Zweitligaspiel bereits am 31. Spieltag dieser Saison.

## Trainerlaufbahn
In der 2. Dekade des 21. Jahrhunderts war der frühere Bundesligaprofi viele Jahre Trainer beim SV Rasensport aus Lathen. Bei den Emsländern lief er zeitweise auch noch einmal als Spieler auf.

## Trivia
In der kompletten Zweitligageschichte gibt es bis Ende 2022 nur zwölf Spieler, die mehr als Marells 380 Einsätze im deutschen Unterhaus vorweisen können. 